# Валерій Бондаренко
Валерій Бондаренко (ест. Valeri Bondarenkoнар. 22 квітня 1953) — естонський футбольний тренер і колишній футболіст.

## Ігрова кар'єра
У 1971–1979 роках грав за ФК «Норма» Таллінн.

## Тренерська кар'єра
У 1993–1994 роках був помічником тренера національної збірної Естонії з футболу. У 1998–1999 роках був асистентом і головним тренером збірної Естонії U18. У 1997–1998, 1999–2000, 2004–2008 і 2010 роках він був тренером Транс (Нарва), 2000–2003 — ФК «Левадія » та 2008–2009 —  «Рованіємі ПС». Він нетривалий час очолював клуб другого російського дивізіону ФК «Локомотив» Нижній Новгород протягом 2004 року.
З 26 січня 2011 року до кінця сезону 2011 року був головним тренером шведського футбольного клубу «Сіріанська». 

## Зовнішні посилання
- Profile at KLISF